# Nezávislá videohra

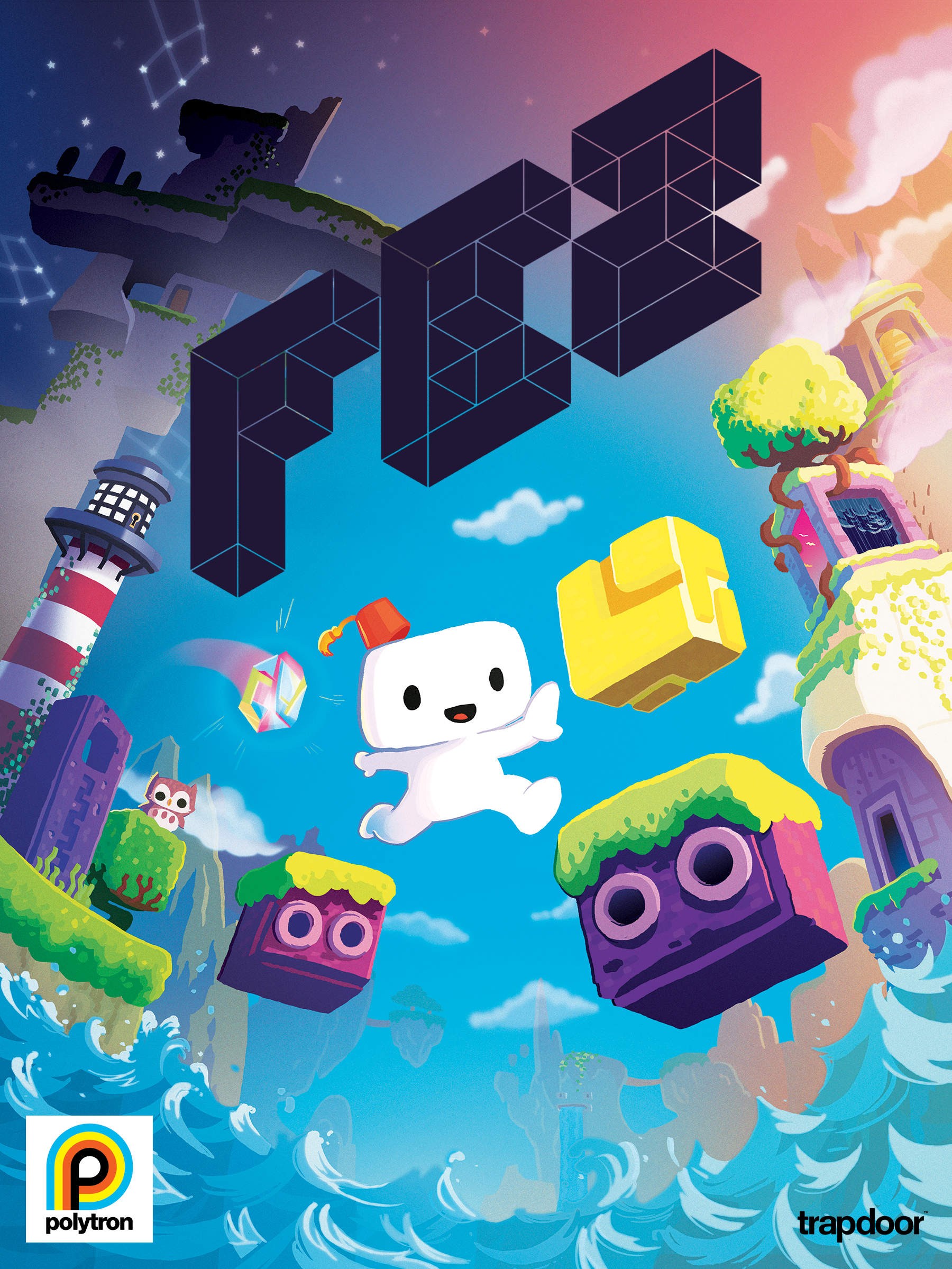
Videohra Fez (2012) je příkladem nezávisle vyvíjené videohry.

Nezávislá videohra nebo též nezávislá hra (často nazývaná indie hra dle anglického výrazu independent video game) je videohra vytvářená jednotlivcem nebo malým týmem bez finanční podpory vydavatele videoher. Základem nezávislých her tak často bývá originální nápad. Tvorba nezávislých her se s ohledem na možnost digitální distribuce a nových možností financování začala rozvíjet v druhé polovině prvního desetiletí druhého tisíciletí.
Některé nezávislé hry jako např. Braid, World of Goo nebo Minecraft se staly finančně velmi úspěšnými.

## Přehled
Neexistuje žádná široce uznávaná definice toho, co jsou „nezávislé hry“. Hry takto označované však sdílejí určité společné znaky. Tyto hry jsou vyvíjeny jednotlivci, malými týmy nebo malými nezávislými společnostmi. Nezávislé hry jsou typicky menší než mainstreamové tituly. Vývojáři nezávislých her nejsou finančně podporováni vydavateli a obvykle mají malý rozpočet, takže se spoléhají na elektronickou distribuci přes internet. Tím, že jsou nezávislí, nemají tito vývojáři žádná tvůrčí omezení a nemusejí sledovat zájmy a požadavky vydavatele, tak jako je tomu u vývojářů mainstreamových her. Designová rozhodnutí také nejsou omezená přiděleným rozpočtem. Menší týmy navíc zvyšují možnost rozvoje jednotlivce. Nezávislé hry jsou proto známé pro inovace, tvořivost a umělecké experimentování. Vývojáři mohou být limitováni schopností vytvářet grafiku, takže často vsázejí na inovace v systému hry. Mezi nezávislými hrami se však kromě nových žánrů objevují i ty klasické.
Vývojáři nezávislých her by však neměli být zaměňováni za nadšenecké vývojáře, protože nezávislí vývojáři se více orientují na dokončení svého vlastního produktu, zatímco nadšenci spíše vytvářejí mody pro existující hry nebo pracují na určitých technologiích nebo částech her. Takoví nadšenci často vytvářejí nekomerční produkty a jsou mezi nimi jak začátečníci, tak pokročilí vývojáři.

## Vývoj
Nezávislé hry mají svůj počátek na osobních počítačích, pro které jsou i dnes vytvářeny nejčastěji. Svůj vzestup zažily při sharewarové distribuci na počátku 90. let. S tím, jak postupně pokročila technika, se však zvýšily požadavky na hry a vývoj moderních her přestal být možný pro jednotlivce nebo malé týmy.
Popularita a zájem o nezávislé hry konstantně rostly. Strmý vzestup nastal po roce 2000, kdy rozvoj Internetu umožnil prodej her on-line. Pro vývojáře i hráče vznikly platformy jako Xbox Live Arcade, Steam nebo OnLive. Kromě toho získali vývojáři přístup k nástrojům jako Adobe Flash, Microsoft XNA nebo Game Maker.
Je sporné, jak jsou nyní nezávislé hry významné ve videoherním průmyslu. Většina her není tak široce známá nebo úspěšná a mainstreamová média se často věnují hlavně mainstreamovým titulům. To může být způsobeno nedostatkem marketingu u nezávislých her. Nezávislé hry mohou být cílené pro okrajový trh.

## Historie
Příchodem domácích počítačů koncem sedmdesátých let dvacátého století a jejich rozšířením v další dekádě vznikla komunita nezávislých tvůrců, kteří programovali videohry v malých skupinkách nebo i jednotlivě. Ty se většinou šířily zdarma nebo jako shareware. Počátkem devadesátých let se osobní počítače stavěli výkonnější. Videohry se programoval rozsáhlejší a s většími náklady. Proto v tomto období nezávislá scéna poněkud ustoupila do pozadí. Ale již po roce 2000 začal vznikat koncept „nezávislé hry“. Byl definován nejen ekonomickými a produkčními podmínkami, ale esteticky i obsahově jako vědomá umělecká alternativa vůči mainstreamu. Větší nárůst zaznamenaly nezávislé hry v druhé polovině prvního desetiletí druhého tisíciletí především rozvojem digitální distribuce a nových možností financování. K rozvoji této herní scény přispěli vznik crowdfundingových webových portálů, jako například Indiegogo nebo Kickstarter.
Hry se rozšířily po zakoupení na internetu a byly k dispozici mimo maloobchodní prodeje. To umožnilo hráčům stáhnout si hry z internetové platformy, jako je Xbox Live Arcade, Steam, nebo OnLive. Podobně vývojáři mají přístup k nástrojům jako Adobe Flash.

## Komunita
Nezávislí vývojáři se zapojují do různých akcí týkajících se nezávislých her, jako jsou Independent Games Festival nebo Indiecade.
Indie Game Jam (IGJ) je každoroční událost, která umožňuje nezávislým vývojářům experimentovat a prezentovat nápady bez omezení vydavatele. IGJ byl založen Chrise Heckerem a Seanem Barrettem a poprvé konán v březnu 2002. Každý rok pokládá IGJ různé otázky o inovaci v nových nastaveních, žánrech a ovládání. IGJ je považováno za inspiraci pro další setkání včetně Nordic Game Jam a Global Game Jam (GGJ). GGJ byl poprvé konán v roce 2009 s 1650 účastníky v 53 lokalitách.

## Popularita
Následující tabulka uvádí seznam nezávislých her, které vykázaly celkový prodej přes 1 milion kopií. Do prodejů nejsou zahrnuty počty stažení her, které přešly na model free-to-play, např. Rocket League. A dále hry prodané po akvizici větším vydavatelem, čímž přestaly být považovány za nezávislé. Jedná se například o hru Minecraft.
| Hra                                | Prodeje (v milionech) | Datum vydání | Vývojář                       | Vydavatel                                               | Poznámka |
| ---------------------------------- | --------------------- | ------------ | ----------------------------- | ------------------------------------------------------- | --- |
| Minecraft                          | 60                    | 2011         | Mojang                        | Mojang                                                  | V říjnu 2014 bylo studio Mojang koupeno Microsoftem. Od té doby se do května 2020 prodalo více než 200 milionů kopií.                                                                        |
| Terraria                           | 44,5                  | 2011         | Re-Logic                      | Re-Logic, 505 Games                                     | Od května 2022 |
| Human: Fall Flat                   | 30                    | 2016         | No Brakes Games               | Curve Digital                                           | Od července 2021 |
| Castle Crashers                    | 20                    | 2008         | The Behemoth                  | The Behemoth                                            | Od srpna 2019 |
| Garry's Mod                        | 20                    | 2006         | Facepunch Studios             | Valve                                                   | Od září 2021 |
| Stardew Valley                     | 20                    | 2016         | ConcernedApe                  | ConcernedApe, Chucklefish                               | Od května 2022 |
| Fall Guys                          | 11                    | 2020         | Mediatonic                    | Devolver Digital                                        | Od prosince 2020. Zahrnuje pouze prodeje pro osobní počítače a ne pro konzole. a pouze prodeje uskutečněné před akvizicí Epic Games a převodu na free to play od června 2022.                |
| Rocket League                      | 10,5                  | 2015         | Psyonix                       | Psyonix                                                 | Od dubna 2017. Nezahrnuje počet kopií volně dostupných v rámci akce PlayStation Plus. V roce 2019 byla společnost Psyonix koupena Epic Games a od roku 2020 je hra k dispozici free to play. |
| Valheim                            | 10                    | 2021         | Iron Gate Studios             | Coffee Stain Publishing                                 | Od dubna 2022, stále ve fázi early access |
| Rust                               | 9                     | 2018         | Facepunch Studios             | Facepunch Studios                                       | Od prosince 2019 |
| Cuphead                            | 6                     | 2017         | Studio MDHR                   | Studio MDHR                                             | Od července 2020 |
| Subnautica                         | 5,2                   | 2018         | Unknown Worlds Entertainment  | Unknown Worlds Entertainment                            | Od ledna 2020 |
| The Binding of Isaac               | 5                     | 2011         | Edmund McMillen/Nicalis       | Edmund McMillen/Nicalis                                 | Zahrnuje flash verzi, které se prodalo 3 miliony kopií od července 2014 a také The Binding of Isaac: Rebirth.                                                                                |
| Beat Saber                         | 4                     | 2019         | Beat Games                    | Beat Games                                              | Od února 2021 |
| Risk of Rain 2                     | 4                     | 2020         | Hopoo Games                   | Gearbox Publishing                                      | Od března 2021. Zahrnuje pouze prodeje na Steamu. |
| Dead Cells                         | 3,5                   | 2018         | Motion Twin                   | Motion Twin                                             | Od listopadu 2020 |
| Among Us                           | 3,2                   | 2018         | Innersloth                    | Innersloth                                              | Od prosince 2020. Zahrnuje pouze prodeje pro Nintendo Switch. Hra je prodávána i na jiných platformách, ale je také dostupná zdarma pro mobilní zařízení.                                    |
| Factorio                           | 3,1                   | 2020         | Wube Software                 | Wube Software                                           | Od února 2022. Zahrnuje prodeje v době early access od února 2016. |
| Bastion                            | 3                     | 2011         | Supergiant Games              | Warner Bros. Interactive Entertainment/Supergiant Games | Od ledna 2015 |
| Deep Rock Galactic                 | 3                     | 2020         | Ghost Ship Games              | Coffee Stain Publishing                                 | Od listopadu 2021 |
| Enter the Gungeon                  | 3                     | 2016         | Dodge Roll                    | Devolver Digital                                        | Od ledna 2020 |
| Limbo                              | 3                     | 2010         | Playdead                      | Playdead                                                | Od června 2013 |
| Risk of Rain                       | 3                     | 2013         | Hopoo Games                   | Chucklefish                                             | Od dubna 2019 |
| Hollow Knight                      | 2,8                   | 2017         | Team Cherry                   | Team Cherry                                             | Od února 2019 |
| Shovel Knight                      | 2,6                   | 2014         | Yacht Club Games              | Yacht Club Games                                        | Od září 2019 |
| Goat Simulator                     | 2,5                   | 2014         | Coffee Stain Studios          | Coffee Stain Studios                                    | Od ledna 2015 |
| Darkest Dungeon                    | 2                     | 2016         | Red Hook Studios              | Red Hook Studios                                        | Od dubna 2020 |
| Super Meat Boy                     | 2                     | 2010         | Team Meat                     | Team Meat                                               | Od dubna 2014 |
| Papers, Please                     | 1,8                   | 2013         | 3909 LLC                      | 3909 LLC                                                | Od srpna 2016 |
| Dyson Sphere Program               | 1,7                   | 2021         | Youthcat Studio               | Gamera Game                                             | Od září 2021, stále ve fázi early access |
| Slay the Spire                     | 1,5                   | 2017         | MegaCrit                      | Humble Bundle                                           | Od března 2019 |
| Superbrothers: Sword & Sworcery EP | 1,5                   | 2011         | Superbrothers, Capybara Games | Capybara Games                                          | Od července 2013 |
| Amnesia: The Dark Descent          | 1,4                   | 2010         | Frictional Games              | Frictional Games                                        | Od září 2012 |
| Magicka                            | 1,3                   | 2011         | Arrowhead Game Studios        | Paradox Interactive                                     | Od ledna 2012 |
| Satisfactory                       | 1,3                   | 2019         | Coffee Stain Studios          | Coffee Stain Publishing                                 | Od července 2020, stále ve fázi early access |
| Celeste                            | 1                     | 2018         | Extremely OK Games            | Extremely OK Games                                      | Od března 2020 |
| Core Keeper                        | 1                     | 2022         | Pugstorm                      | Fireshine Games                                         | Od července 2022 |
| Cult of the Lamb                   | 1                     | 2022         | Massive Monster               | Devolver Digital                                        | Od srpna 2022 |
| Dust: An Elysian Tail              | 1                     | 2012         | Humble Hearts                 | Microsoft Studios                                       | Od března 2014 |
| Fez                                | 1                     | 2012         | Polytron Corporation          | Trapdoor                                                | Od ledna 2014 |
| Firewatch                          | 1                     | 2016         | Campo Santo                   | Panic Inc.                                              | Od ledna 2017 |
| Gris                               | 1                     | 2018         | Nomada Studio                 | Devolver Digital                                        | Od dubna 2020 |
| Hades                              | 1                     | 2020         | Supergiant Games              | Supergiant Games                                        | Od září 2020. Zahrnuje i 700 000 prodejů během early access |
| Inscryption                        | 1                     | 2021         | Daniel Mullins Games          | Devolver Digital                                        | Od ledna 2022 |
| Loop Hero                          | 1                     | 2021         | Four Quarters                 | Devolver Digital                                        | Od prosince 2021 |
| Spiritfarer                        | 1                     | 2020         | Thunder Lotus Games           | Thunder Lotus Games                                     | Od prosince 2021 |
| Skul: The Hero Slayer              | 1                     | 2021         | SouthPAW Games                | NEOWIZ                                                  | Od ledna 2022 |
| Thomas Was Alone                   | 1                     | 2012         | Mike Bithell                  | Mike Bithell                                            | Od dubna 2014 |
| Transistor                         | 1                     | 2014         | Supergiant Games              | Supergiant Games                                        | Od prosince 2015 |
| Undertale                          | 1                     | 2015         | Toby Fox                      | Toby Fox                                                | Od října 2018 |
| Untitled Goose Game                | 1                     | 2019         | House House                   | Panic Inc.                                              | Od prosince 2019 |